# ديجيتال بيكشرز
ديجيتال بيكشرز (بالإنجليزية: Digital Pictures)، هي شركة ألعاب فيديو أمريكية سابقة، تأسست سنة 1991، وأعلنت عن إفلاس الشركة سنة 1996، وهي تقوم بإنتاج وتطوير ونشر ألعاب فيديو، وأشهرها لعبة نايت تراب.